# زیریوس ایبرله
زیریوس ایبرله (آلمانی: Syrius Eberle؛ ‏ ۹ دسامبر ۱۸۴۴ – ۱۲ آوریل ۱۹۰۳) مجسمه‌ساز، نقاش و استاد هنر اهل آلمان بود.
وی دانش‌آموختهٔ آکادمی هنرهای زیبا در مونیخ و فرزند یک نجار بود. پس از فارغ‌التحصیلی، لودویگ دوم به او سفارش ساخت چندین تندیس را داد.

## نگارخانه

آثاری از ایبرله
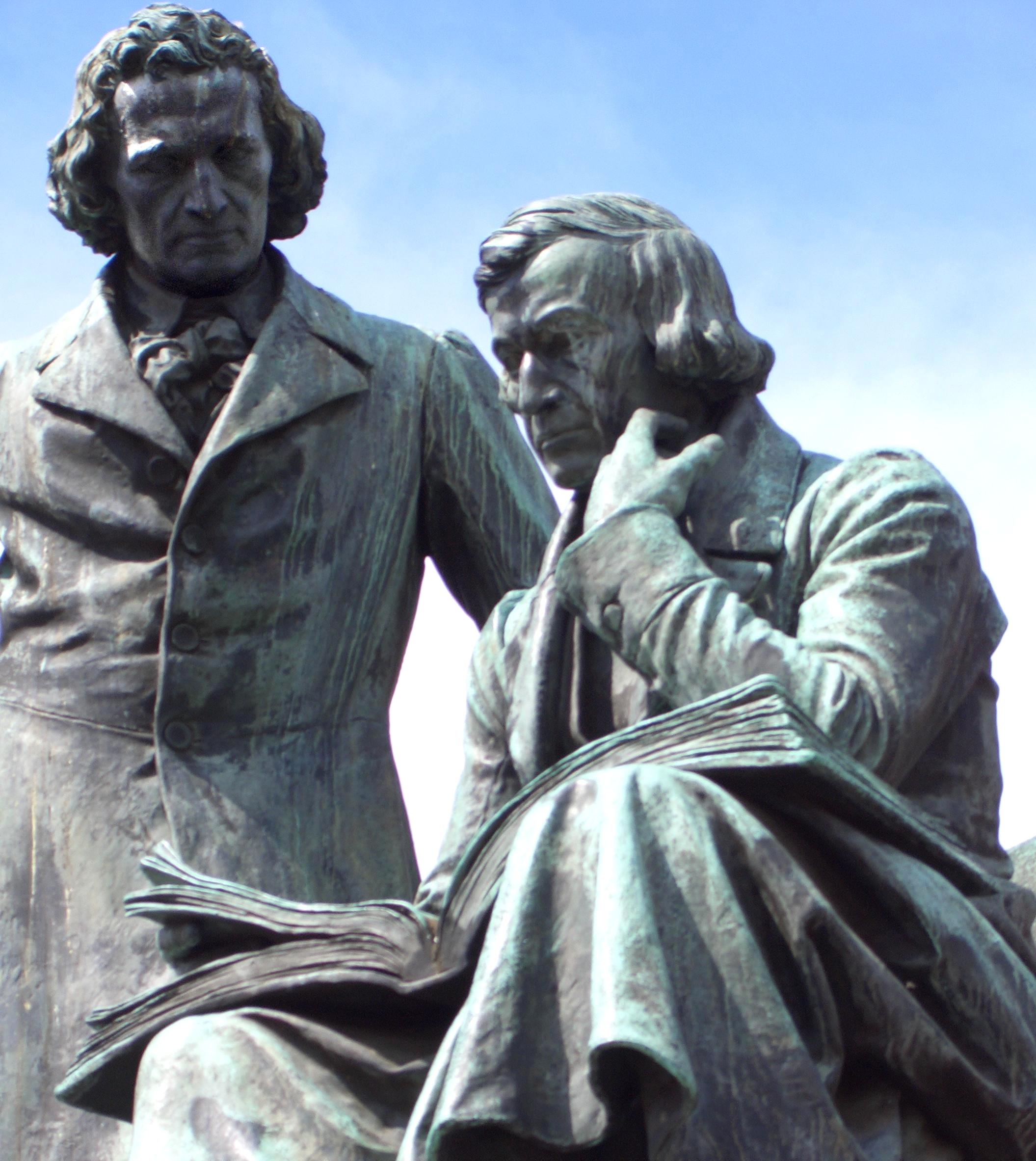
بنای یادبود ملی برادران گریم در هانائو که در ۱۸ اکتبر ۱۸۹۶ رونمایی شد.
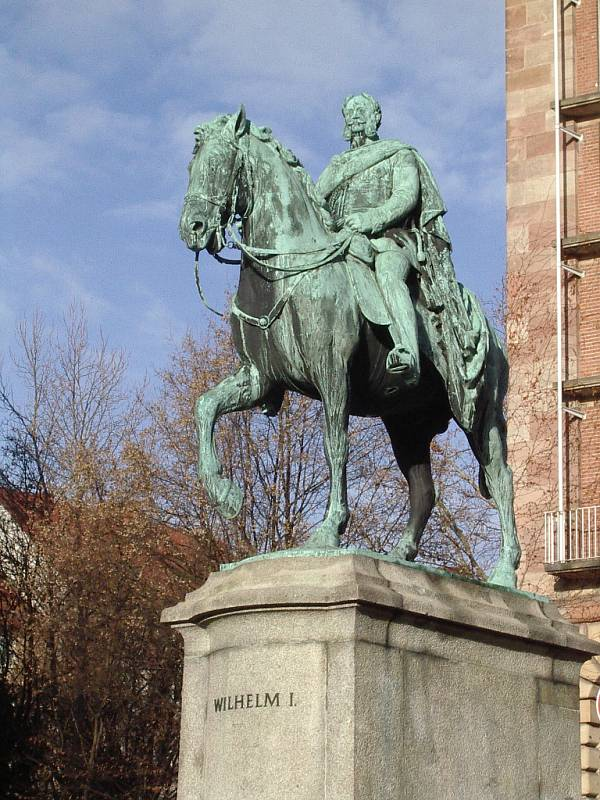
تندیس ویلهلم یکم، امپراتور آلمان در نورنبرگ. ساخت این تندیس با مرگ ایبرله ناتمام ماند و ویلهلم فون رومان آنرا تکمیل کرد.